# Sadiq al-Mahdi

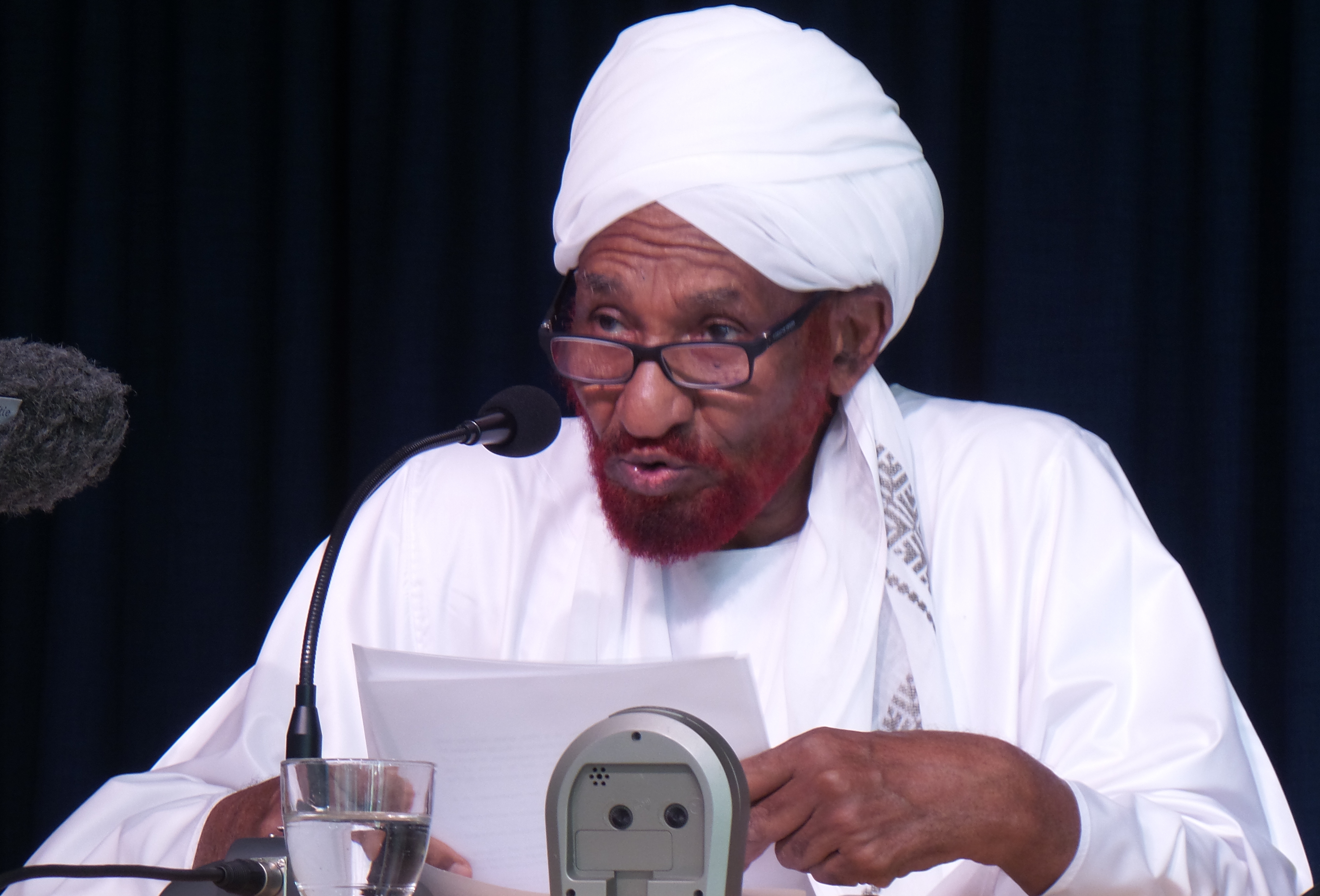
Sadiq al-Mahdi 2015

Sadiq al-Mahdi, eigentlich as-Sādiq ʿAbd ar-Rahmān al-Mahdī (arabisch الصادق عبد الرحمن المهدي, DMG aṣ-Ṣādiq ʿAbd ar-Raḥmān al-Mahdī; * 25. Dezember 1935 in Omdurman, Sudan; † 26. November 2020 in Abu Dhabi, Vereinigte Arabische Emirate) war ein sudanesischer islamisch-religiöser Anführer und Politiker, der von Juli 1966 bis Mai 1967 und erneut von April 1986 bis Juni 1989 Ministerpräsident des Sudan war. Er war seit 1964 Vorsitzender der Nationalen Umma-Partei und ab 1987 Imam der Ansār und des Mahdīya-Ordens, den sein Urgroßvater Muhammad Ahmad, der erste Anführer des sudanesischen Mahdi-Aufstands, gegründet hatte. Der islamistische Ideologe Hasan at-Turābī war sein Schwager. As-Sādiq al-Mahdī galt nicht nur als ein „heiliger Mann“, sondern ist auch als islamischer Denker hervorgetreten, der seine progressiven und liberalen Vorstellungen zum Verhältnis zwischen Religion und Staat in vielen Schriften darlegte. Allerdings hat er diese Vorstellungen auf politischer Ebene nicht umsetzen können. Seine zweite mehr als dreijährige Amtszeit war von Unentschlossenheit und fast ständigen Krisen mit seinen verschiedenen Koalitionspartnern, der Demokratischen Unionspartei (DUP) und der Nationalen Islamischen Front (NIF), geprägt.

## Abstammung
As-Sādiq al-Mahdī wurde in eine der bekanntesten Familien Sudans hineingeboren. Sein Großvater ʿAbd ar-Rahmān al-Mahdī hatte den Mahdīya-Sekte mehr als fünfzig Jahre lang angeführt, war während des anglo-ägyptischen Kondominiums (1899-1955) einer der prominentesten Nationalistenführer gewesen und hatte 1945 die Nationale Umma-Partei gegründet, die den politischen Arm des Mahdīya-Ordens bildete und sich für die Unabhängigkeit des Sudans einsetzte. As-Sādiqs Vater Siddīq al-Mahdī war ihm 1959 in der Rolle als Parteichef und Imam der Mahdiyya gefolgt. Er war ein entschiedener Gegner der Militärherrschaft von Ibrahim Abbud.

## Leben

### Ausbildung
Als Mitglied der prominenten al-Mahdī-Familie wurde as-Sādiq von Geburt an auf eine religiös-politische Führungsrolle vorbereitet. Er wurde zunächst überwiegend von italienischen Missionaren erzogen, anschließend besuchte er das Comboni College eine katholische Sekundarschule in Khartoum. Nach Studien am Victoria College in Alexandria und an der Universität Khartum absolvierte er das St John’s College in Oxford, wo er Philosophie, Politik und Wirtschaft studierte.

### Karriere als Politiker und erste Amtszeit als Premierminister

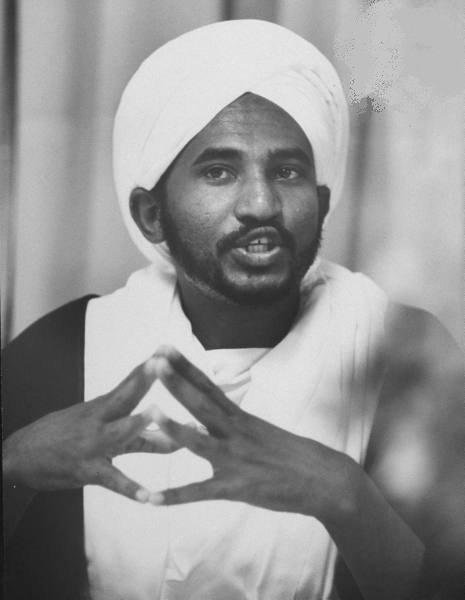
Sadiq al-Mahdi, 1964

As-Sādiq erlangte erst nach dem Tod seines Vaters Siddīq al-Mahdī im Oktober 1961 größere Bekanntheit. Der Schura-Rat der Ansār entschied, dass er zu jung sei, um Imam zu werden, und bestimmte stattdessen seinen Onkel al-Hādī für dieses Amt. As-Sādiq wurde stattdessen 1964 zum Vorsitzenden der Umma-Partei, des politischen Arms des Mahdīya-Ordens. In dieser Funktion trug er nach der Revolution vom 21. Oktober 1964, die die Militärherrschaft beendete, zur Stärkung der Kräfte der Mäßigung bei, was die Abhaltung von Parlamentswahlen im April 1965 ermöglichte. Während dieser Wahl gewann seine Partei die größte Zahl von Sitzen. Er selbst musste noch mehrere Monate warten, bis er das dreißigste Lebensjahr, das Mindestalter für Parlamentsabgeordnete erreicht hatte. Dann gewann er bei einer Nachwahl, zog ins Parlament ein und stieg innerhalb von wenigen Tagen zum Ministerpräsidenten auf.
Die Spaltung der Ansār bahnte den Weg für einen langfristigen Pakt zwischen as-Sādiq und Hasan at-Turābī, dem Anführer der sudanesischen Muslimbrüder. Dies war wahrscheinlich einer der Faktoren, die den vermeintlich liberalen as-Sādiq bei seiner Wahl zum Premierminister im Juli 1966 dazu brachten, seine Absicht kundzutun, eine islamische Verfassung zu verkünden und einen islamischen Staat zu gründen. Während seiner Zeit als Premierminister führte as-Sādiq eine Koalitionsregierung mit der National-Unionistischen Partei (NUP) des früheren Premierministers Ismail al-Azhari an. Die auf ihn gerichteten Erwartungen, dass er die nationale Einheit des Staates wahren und die Wirtschaft auf eine stabilere Basis stellen könnte, konnte er jedoch nicht erfüllen.
As-Sādiqs Position wurde zum Teil durch die Missgunst seines älteren Koalitionspartners Ismail al-Azhari untergraben, der die Nationale Unionistische Partei anführte und den ähnlichen Neid älterer Politiker der Umma-Partei und religiöser Honoratioren ausnutzte. Er brachte auch den konservativeren Teil der Ansār-Gemeinschaft, der von As-Sādiqs Onkel al-Hādī al-Mahdī geführt wurde, dazu, seinen Sturz zu betreiben. Und nachdem sich dieser Teil von der Umma-Partei abgespalten hatte, verlor as-Sādiq im Mai 1967 zehn Monate nach Regierungsantritt bei einem Misstrauensvotum sein Amt. Bei den Wahlen 1968 unterlagen as-Sādiq und seine Anhänger, woraufhin sie eine Versöhnung mit seinem konservativen Onkel suchen mussten.

### In der Opposition
Der Staatsstreich von Dschaʿfar an-Numairī im Mai 1969 setzte as-Sādiqs legalen politischen Aktivitäten ein Ende. Er tat sich bald als einer der schärfsten Kritiker des Regimes hervor und wurde mehrfach inhaftiert und unter Hausarrest gestellt. Nach dem Angriff auf die Aba-Insel im März 1970, bei dem sein Onkel al-Hādī getötet wurde, wurde as-Sādiq nach Ägypten abgeschoben, wo er politisches Asyl erhielt. Nach dem Tode seines Onkels erhob er Anspruch auf die Führung der Ansār-Gemeinschaft, konnte sich mit diesem Anspruch aber nicht völlig durchsetzen, weil einige traditionalistisch eingestellte Ansār sein Imamat nicht anerkannten und al-Hādīs jüngerem Bruder Ahmad den Treueid leisteten.
Auch von Kairo aus arbeitete er aber weiter auf einen Sturz an-Numairīs hin. 1972 kehrte er nach Sudan zurück, wurde erneut verhaftet, und im Mai 1973 ging er ins Exil nach England, Saudi-Arabien und Libyen. Er war einer der Anführer der „Nationalen Front“, die halb geheim im Sudan und hauptsächlich im Exil wirkte und zunehmend Libyen als Operationsbasis benutzte, und stand an vorderster Front im Kampf gegen an-Numairī, der im Juli 1976 in einem Versuch gipfelte, ihn zu stürzen.
Nach einer Versöhnung mit an-Numairī kehrte as-Sādiq al-Mahdī im August 1977 in den Sudan zurück und arbeitete eine Zeit lang mit dem Regime zusammen, doch geriet er bald in Streit mit an-Numairī und trat von seinem Posten im Politbüro der regierenden Sudanesischen Sozialistischen Union zurück, unter anderem, weil er an-Numairīs Befürwortung der Friedensbemühungen des ägyptischen Präsidenten Anwar as-Sadat gegenüber Israel ablehnte. 1983 verbrachte er einige Zeit als Fellow des St Antony’s College in Oxford. Im selben Jahr war er der prominenteste politische Führer, der sich gegen die im September 1983 von an-Numairī eingeführten Scharia-Gesetze stellte. Er prangerte diese als unislamisch an, mit dem Argument, dass die Scharia nur in einer gerechten Gesellschaft umgesetzt werden könne, in der die Muslime nicht gezwungen seien, zu stehlen, um zu überleben. Er wurde deswegen erneut verhaftet und bis Januar 1985 inhaftiert.
Auch wenn as-Sādiq die klassische islamische Lehre, wonach der Apostat hingerichtet werden muss, für obsolet hielt, hat er die Hinrichtung von Mahmud Muhammad Taha durch an-Numairī im Januar 1985 doch nie offen verurteilt. Dies lag möglicherweise daran, dass er die Republikanischen Brüder als eine Bewegung betrachtete, die über einfache Forderungen nach Reformen hinausging „und den Islam selbst entleerte“. Die republikanischen Brüder hatten as-Sādiq al-Mahdī auch in einigen ihrer Veröffentlichungen beschimpft, darunter in der Broschüre Hāḏā huwa aṣ-Ṣādiq!! („Dies ist as-Sādiq!!“) vom April 1982.

### Zweite Amtszeit als Premierminister

#### Koalition mit der DUP

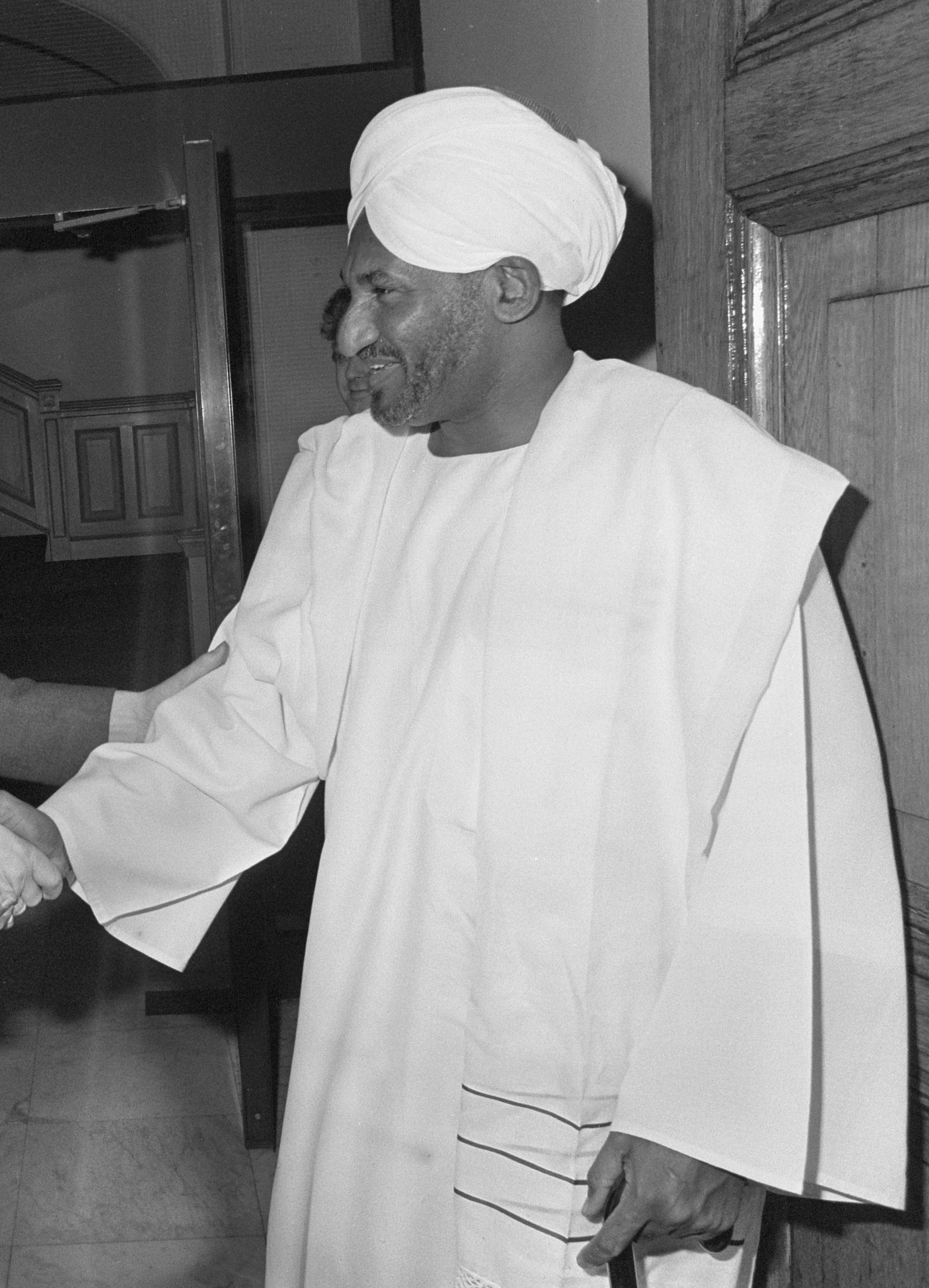
Sadiq al-Mahdi, 1987

Im April 1985 gehörte as-Sādiq al-Mahdī zu den Anführern des Putsches, durch den an-Numairī gestürzt wurde. Der Kollaps der Junta machte den Weg frei für die Rückkehr zu einem demokratischen System, und als Ergebnis einer massiven und gut organisierten Wahlkampagne konnte al-Mahdī bei den Wahlen vom April 1986 seine Umma-Partei zum Sieg führen. Am 15. Mai kündigte er eine Koalitionsregierung mit einem Kabinett von 15 Ministern an, von denen neun der Umma-Partei sechs der Demokratischen Unionspartei (DUP) angehörten. Er selbst fungierte neben seinem Amt als Ministerpräsident auch als Verteidigungsminister.
Im Juni und Juli 1986 hielt er eine Anzahl von Reden vor der Verfassungsgebenden Versammlung, in der er seine Entschlossenheit zum Ausdruck brachte, die Septembergesetze von 1983, mit denen die Scharia eingeführt worden war, aufzuheben, die Charta für die Verteidigung der Demokratie, die von der Nationalen Allianz für die Rettung des Landes (NARL) entworfen worden war, voranzubringen, und das Problem des Südens durch Verhandlungen mit John Garang zu lösen. Allerdings drifteten Anspruch und Realität im Laufe der Zeit immer mehr auseinander. Während an-Numairīs Scharia-Dekret unter seiner Regierung in der Praxis nicht mehr befolgt wurde, sah al-Mahdī sich nicht in der Lage, es ganz aufzuheben. Nach G. Warburg ging er davon aus, dass er die Unterstützung der Bevölkerung verlieren würde, wenn er sich den südlichen und säkularistischen Forderungen nach bedingungsloser Aufhebung unterwerfen würde. Seine Unentschlossenheit bei der Abschaffung und Ersetzung der Septembergesetze verhinderten indessen eine Einigung mit der Sudanesischen Volksbefreiungsbewegung (SPLM). Die modernen Kräfte in der Hauptstadt und die NARL, die as-Sādiq in der Erwartung unterstützt hatten, dass er Demokratie fördern, die Scharia aufheben und der Sudanesischen Volksbefreiungsbewegung einen Vergleich schließen würden, fühlten sich verraten. Im Juni 1987 unterbreitete as-Sādiq schließlich Vorschläge für eine Reihe neuer Gesetze, die als Alternative zum Scharia-Recht dienen sollten, sowie eine neue Gesetzgebung bezüglich Strafrecht, Bankwesen und Zakāt. Diese Vorschläge wurden am 21. Juni 1987 von der Nationalversammlung mit 138 zu 52 Stimmen angenommen.
Auf außenpolitischer Ebene bemühte sich as-Sādiq al-Mahdī um eine Annäherung an Libyen, Äthiopien, Iran, die arabischen Golf-Staaten und die Sowjetunion, während er die Beziehungen zu Ägypten, zum Irak und zu den USA herunterfuhr. Sudan nahm unter seiner Führung auch nicht mehr an den gemeinsamen Militärmanövern mit den USA und Ägypten im Rahmen der Operation Bright Star teil. Die Annäherung an Äthiopien konnte nicht verhindern, dass dieser Staat weiter John Garangs SPLM unterstützte. Libyen stellte aber die Unterstützung für die SPLM ein und leistete dem Sudan bedeutende finanzielle und militärische Hilfe. Während die USA ihre wirtschaftliche Unterstützung verringerte, hob Saudi-Arabien seine Hilfe an.
Anders als früher hatte as-Sādiq al-Mahdī in dieser Zeit die volle Kontrolle nicht nur über die Umma-Partei, sondern auch über die Ansār. Am 1. Mai 1987 kündigte einer seiner Verwandten, der Industrieminister Mubārak al-Mahdī, an, dass der Premierminister in Kürze die geistliche Führung der Ansār übernehmen werde, die seit dem Tod des Imams al-Hādī im Jahre 1970 vakant war.

#### Kabinettsumbildung und Einbindung der NIF
Am 15. März 1988 forderte as-Sādiq die Nationalversammlung auf, ihm entweder uneingeschränkte Machtbefugnisse zu erteilen oder seinen Rücktritt zu akzeptieren. Genügend Unterstützung für seine Bemühungen um erweiterte Machtbefugnisse konnte er nur dadurch erhalten, dass er eine Koalition mit Hasan at-Turābī, dem Architekten der Septembergesetze von 1983, und dessen Nationaler Islamischer Front (NIF) schmiedete. Am 15. Mai 1988 bildete er ein neues Kabinett mit 28 Ministern. Darin waren die Umma-Partei und die DUP mit zehn bzw. sechs Ministern vertreten, die Muslimbrüder der NIF mit fünf und andere kleinere Parteien mit sieben. Im September 1988 brachte as-Sādiqs Regierung einen Gesetzesentwurf ein, nach dem ein „alternatives“ Paket „wahrer“ islamischer Gesetze die Grundlage für die Verfassung des Sudan bilden sollte. Hasan at-Turābī war als Generalstaatsanwalt vorgesehen, der diese islamischen Ersatzgesetze für die Septembergesetze ausarbeiten sollte. Nach starkem Druck aus verschiedenen Lagern wurde der Gesetzesentwurf wieder zurückgezogen und einen Ausschuss verwiesen.
Nachdem jedoch die DUP mit der SPLM im November 1988 einen Waffenstillstand ausgehandelt hatte, brach die Koalition mit der NIF Ende des Jahres zusammen. Am 1. Februar 1989 bildete as-Sādiq eine neue Koalitionsregierung, in der die NIF erheblich stärker vertreten war. Das Kabinett bestand aus zehn Umma- und acht NIF-Ministern, wobei auch vier symbolische Geschäftsbereiche für Süd-Sudanesen vorgesehen waren. Hasan at-Turābī erhielt in dem Kabinett die Position des Stellvertretenden Premierministers und Außenministers. Allerdings geriet as-Sādiqs Regierung immer mehr unter Druck, nachdem am 20. Februar der Oberbefehlshaber der Streitkräfte Generalmajor Fathī Ahmad ʿAlī ihm ein von 150 führenden Offizieren unterschriebenes Ultimatum gestellt hatte, in dem er ihn dazu aufforderte, eine Regierung der nationalen Einheit zu bilden, die DUP-SPLM-Vereinbarung zu akzeptieren und die Wirtschaftskrise zu bekämpfen. Am 6. März unterzeichneten außerdem 48 politische Parteien und die Gewerkschaften eine „Nationale Friedenserklärung“, die das DUP-SPLM-Abkommen unterstütze.

#### Auflösung der Koalition mit der NIF und Sturz
As-Sādiq al-Mahdī war schließlich gezwungen, am 11. März öffentlich seine Unterstützung für das DUP-SPLM-Abkommen zu erklären und die Koalitionsregierung mit der NIF aufzulösen. Am 22. März bildete er eine neue Regierung, die sogenannte „Nationale Einheitsfront“, die alle größeren Parteien außer der NIF einschloss. Diese Regierung wurde allerdings schnell durch eine Pattsituation handlungsunfähig. Als die Nationalversammlung den Rücktritt des Premierministers und die Abschaffung der Septembergesetze forderte, reagierte as-Sādiq al-Mahdī damit, dass er einen Waffenstillstand mit der SPLM anordnete, den Ausnahmezustand beendete, die September-Gesetze außer Kraft setzte und die Militärverträge mit Ägypten aufkündigte. Das Gesetz zur Aufhebung der September-Gesetze sollte am 1. Juli der Nationalversammlung vorgelegt werden. Dazu kam es jedoch nicht mehr, weil as-Sādiq al-Mahdī in der Nacht auf den 30. Juni 1989 bei einem von der NIF geplanten und Brigadegeneral Umar al-Baschir angeführten Putsch der Elite-Fallschirmjägerbrigade und der Armee-Pioniere gestürzt wurde.

### Nach dem Putsch von 1989
Nach dem Putsch stand as-Sādiq al-Mahdī jahrelang unter Hausarrest, bis ihm 1996 die Flucht nach Eritrea gelang. Er kehrte im November 2000 zurück und wurde, zuletzt im Februar 2009, als Vorsitzender seiner oppositionellen Umma-Partei wiedergewählt.
As-Sādiq al-Mahdī war einer der Unterzeichner der Botschaft aus Amman (2004) und einer der 138 Unterzeichner des offenen Briefes Ein gemeinsames Wort zwischen Uns und Euch (engl. A Common Word Between Us & You) vom 13. Oktober 2007, den Persönlichkeiten des Islam an „Führer christlicher Kirchen überall“ sandten.
Sadiq al-Mahdi starb nach einer Erkrankung mit 84 Jahren an COVID-19. Er war Onkel des sudanesisch-britischen Schauspielers Alexander Siddig.

## Positionen als islamischer Denker

### Islamischer Staat, Scharia und Hadd-Strafen
As-Sādiq al-Mahdī hat seine Ansichten über den Islamischen Staat in vielen seiner Schriften dargelegt, und in diesen ist seine Ideologie erheblich liberaler und progressiver als es seine Handlungsweise als Politiker nahelegen würde. Er urteilte zum Beispiel, dass eine moderne Formulierung der Scharia den Universitäten übertragen werden müsste, die dabei unter nicht-religiöse wissenschaftlicher Aufsicht stehen müssten. Andernfalls würde die Scharia verkümmern und die muslimischen Führer würden ihr Vertrauen aufgegeben haben. Islamische Staaten könnten traditionsorientiert, modernisierend oder revolutionär sein, so lange sie sich an die allgemeinen konstitutionellen Prinzipien des Islams hielten und ihre rechtlichen System auf eine traditionelle oder moderne Ausformulierung der Scharia gegründet seien.
Die zeitgenössischen Experimente zur Anwendung der Scharia in Pakistan, Iran, Afghanistan, Nigeria und in seinem eigenen Land Sudan kritisierte as-Sādiq. Für Iran rief er dazu auf, das Prinzip der Wilāyat al-faqīh („Herrschaft des Rechtsgelehrten“) durch die Herrschaft des Volkes zu ersetzen und dem Rechtsgelehrten (faqīh) nur noch eine symbolische Rolle zuzubilligen. Besonders deutlich kritisierte er das Programm des Taliban-Regimes, insbesondere dessen Ablehnung der Demokratie als unislamisch. Im Ergebnis stehen nach as-Sādiqs Ansicht viele dieser Islamisierungsprogramme in Verbindung mit einer Diktatur, die sich mangels Legitimität den Islam zu eigen machte, um ihre Usurpationsmacht aufzuhübschen. Behauptungen, dass die Allgemeine Erklärung der Menschenrechte mit dem Islam unverbeinbar sei, wies as-Sādiq al-Mahdī zurück.
Auch wenn as-Sādiq al-Mahdī während seiner zweiten Amtszeit die Hadd-Strafen nicht abgeschafft hat, so stand er ihnen doch ablehnend gegenüber. Er argumentierte, dass diese Strafen nicht aus dem Kontext gerissen werden dürften, sondern im Zusammenhang mit der dahinterstehenden Philosophie gesehen werden müssten, nämlich ihrem Zweck der Abschreckung gegen Kriminalität und den strengen Voraussetzungen für ihre Anwendung. Zu diesen Voraussetzungen gehören nach ihm die Existenz eines Wohlfahrtsstaats und einer islamischen Gesellschaftsordnung, die Kriminalität mit spirituellen, moralischen, sozialen und wirtschaftlichen Mitteln bekämpft, sowie die Institution der Gerechtigkeit im Allgemeinen. Bezüglich der Polygamie im Islam urteilte as-Sādiq: „Da der Islam die Gleichbehandlung der betroffenen Ehefrauen verlangt und es anerkannt ist, dass eine solche Gleichbehandlung unmöglich ist, ist es möglich, die Polygamie zu gesetzlich zu verbieten, ohne gegen den Islam zu verstoßen.“
Islamische internationale Beziehungen sind nach al-Mahdīs Auffassung auf friedliche Koexistenz zu gründen; Krieg ist nur gerechtfertigt, um Aggression abzuwehren, nicht aber um den Islam durchzusetzen. Auch Nicht-Muslime dürfen nicht mit Gewalt bekehrt werden. Die vier Grundprinzipien islamischer internationaler Beziehungen sind nach ihm Brüderlichkeit unter den Menschen, Vorrang des Rechts, Unumkehrbarkeit von Verträgen und Gegenseitigkeit.

### Prinzipien der Wirtschaft
Im Bereich der Wirtschaft sollten nach as-Sādiq al-Mahdīs Auffassung vor allem zwei Prinzipien angewandt werden:
1. Der Reichtum ist kollektives Eigentum der Menschheit, und obwohl individuelles Eigentum legitim ist, muss die Gesellschaft für die Armen sorgen.
2. Es ist obligatorisch, islamische Vorschriften wie die Zakāt, das Islamische Erbrecht und das Verbot von Ribā umzusetzen.

Von daher war er der Auffassung, dass ein wirtschaftliches System zugleich modern und islamisch sein könne.

### Idschtihād und Taqlīd
Bezüglich der islamischen Normenlehre war as-Sādiq al-Mahdī der Auffassung, dass der Islam eine dynamische Reaktion auf gesellschaftliche Veränderungen vorsehe. Diese Flexibilität spiegelte sich seiner Meinung auch in der großen Freiheit wider, die die zahlreichen muslimischen Rechtsschulen bei der Interpretation des Korantextes genießen, um ihn ihren Gemeinschaften und Umständen anzupassen. Die Schließung des Tors des Idschtihād ist seiner Meinung nach keine politische Entscheidung gewesen, sondern das Ergebnis der lange Zeit vorherrschenden Annahme, dass die Gelehrsamkeit der frühen Gelehrten gewissermaßen nicht zur Diskussion stehe, weil sie das von Gott sanktionierte Wissen sei und daher strikt befolgt werden müsse. Seit den 1970er Jahren forderte er einen neuen „zeitgenössischen Idschtihād“ (iǧtihād ʿaṣrī), um den Bedürfnissen des modernen Staates gerecht zu werden.
Taqlīd betrachtete as-Sādiq al-Mahdī als einen großen Fluch. Er war der Auffassung, dass Nicht-Muslime, die sich auf den islamischen Fundamentalismus beziehen, damit eigentlich Taqlīd meinen und dieser daher abgeschafft werden müsste. Seine Ablehnung des Taqlīd kommt insbesondere in der folgenden Aussage zum Ausdruck:

„Das System des taqlid wurde mit dem Ziel eingeführt, die Sache der Rechtschaffenheit zu schützen. Es diente dieser Sache auf Kosten der spirituellen und intellektuellen Initiative und ersetzte die Flexibilität der muslimischen Soziallehren durch Starrheit.“

### Die Mahdīya
Was die Mahdīya anlangt, so räumte as-Sādiq al-Mahdī zwar ein, dass die Worte Mahdī und Mahdīya weder im Koran noch in einem Hadithe, die in die beiden Sahīh-Werken von al-Buchārī und Muslim ibn al-Haddschādsch aufgenommen wurden, ausdrücklich erwähnt werde, doch behauptete er, dass die Mahdīya in 23 Hadithen beglaubigt sei, die in drei anderen von den sechs Büchern Aufnahme gefunden hatten, drei davon in al-Tirmidhī, sieben in Ibn Mādscha und 13 in den Überlieferungen von Abū Dāwūd. Daraus leitete er ab, dass die Mahdīya von der Essenz her islamisch sei. Das religiöse und politische Denken der Muslime, so as-Sādiq weiter, habe die 23 Mahdīya-Hadithe in zehn unterschiedlichen Denkschulen interpretiert. Drei davon seien schiitisch, vier sunnitisch, zwei sufisch und eine philosophisch. Die Literatur der sudanesischen Mahdiyyah (1881–98) zeige, dass die Mahdīya seines Urgroßvaters eine eigene elfte Schule darstelle, die Eschatologie und Wunderzeichen für das Erscheinen des Mahdī abgelehnt habe. Sein Urgroßvater habe damit „den Mahdismus von eschatologischen Überlegungen, von Endzeitzeichen und von traditionellen Spekulationen über den Mahdismus“ befreit. Sein Großvater habe dann eine religiöse Organisation als modernen und gemäßigten Avatar der mahdistischen Revolution gegründet und er selbst „diese Gruppe geleitet, ihre Organisation modernisiert und ihre Entscheidungsorgane demokratisiert“.

## Schriften
- Yasʾalūnaka ʿan al-Mahdīya („Sie fragen dich nach der Mahdīya“; Beirut 1965).[39]
- Aḥādīṯ al-ġurba: ʿan aṯ-ṯaura wa-l-islām wa-l-ʿurūba wa-rūḥ al-ʿaṣr wa-Ifrīqiyā (Beirut 1976)
- “Islam – Society and Change”. in John L. Esposito (Hrsg.): Voices of Resurgent Islam. Oxford University Press, New York 1983. S. 230–240.
- Al-ʿUqūbāt aš-šarʿīya wa-mauqiʿuhā min an-niẓām al-iǧtimāʿī al-islāmī („Die Scharia-Strafen und ihre Stellung hinsichtlich der islamischen Gesellschatsordnung“; Kairo 1987). Digitalisat
- ad-Daula fī l-Islām (Kairo 1992)
- al-Iʿtidāl wa-t-taṭarruf wa-ḥuqūq al-insān fī l-Islām („Ausgewogenheit, Extremismus und die Menschenrechte im Islam“; Khartum 1992)
- Naḥwa marǧiʿīya islāmīya mutaǧaddida: mutaḥarrira min at-taʿāmul al-inkifāʾī maʿa l-māḍī wa-t-taʿāmul al-istilābī maʿa l-wāfid (Kairo 2006)